# 周坚
周坚（1967年—），清华大学数学科学系教授，数学家，研究领域为拓扑场论、微分几何、弦理论等。本科毕业于中国科学技术大学，通过王宽诚公派留学项目于纽约州立石溪大学就读博士。2001年入职清华大学执教至今。中华人民共和国教育部第八批“长江学者”特聘教授。曾获得国家杰出青年基金，入选“百千万人才工程”。